# Бахтиярово
Бахтиярово — село в Красногвардейском районе Оренбургской области России. Входит в состав Пролетарского сельсовета.

## География
Село находится в северо-западной части региона, в пределах возвышенности Общий Сырт, в степной зоне, в левобережной части долины реки Ток, на расстоянии примерно 14 километров (по прямой) к западу-северо-западу (WNW) от села Плешаново, административного центра района. Абсолютная высота — 95 метров над уровнем моря.
Климат
Климат характеризуется как резко континентальный с продолжительной морозной зимой и относительно коротким жарким сухим летом. Средняя температура воздуха самого тёплого месяца (июля) — 21 °C; самого холодного (января) — −15 °C. Продолжительность безморозного периода составляет 130 дней. Среднегодовое количество атмосферных осадков составляет 320 мм, из которых 228 мм выпадает в тёплый период. Снежный покров держится в течение 145—150 дней.
Часовой пояс
Село Бахтиярово, как и вся Оренбургская область, находится в часовой зоне МСК+2. Смещение применяемого времени относительно UTC составляет +5:00.

## Население
| 2005 | 2006 | 2007 | 2008 | 2009 | 2010 |
| ---- | ---- | ---- | ---- | ---- | ---- |
| 329  | ↗342 | ↗350 | ↘335 | ↗371 | ↘315 |
| 2011 |      |      |      |      |      |
| ↗352 |      |      |      |      |      |

Половой состав
По данным Всероссийской переписи населения 2010 года в половой структуре населения мужчины составляли 47,9 %, женщины — соответственно 52,1 %.
Национальный состав
Согласно результатам переписи 2002 года, в национальной структуре населения башкиры составляли 95 % из 324 чел.